# Droga wojewódzka 938
Droga wojewódzka 938 (DW938) je silnice, nacházející se v Slezském vojvodství v okrese Pszczyna a Těšín v jižním Polsku. Její délka je 22 km a spojuje vesnici Pawłowice s městem Těšín
Začíná na jihu vesnice Pawłowice, končí ve městě Těšín, kde se napojuje na rychlostní silnici S52.

## Sídla ležící na trase silnice
- Pawłowice (DK81, DW933)
- Golasowice
- Jarząbkowice
- Pielgrzymowice
- Pruchná
- Velké Kunčice
- Hažlach (DW937)
- Těšín (S52)